# Fumaria schrammii
Fumaria schrammii är en vallmoväxtart som först beskrevs av Aschers., och fick sitt nu gällande namn av Josef Velenovský. Fumaria schrammii ingår i släktet jordrökar, och familjen vallmoväxter. Utöver nominatformen finns också underarten F. s. gracilis.